# 999 (canción de Selena Gomez y Camilo)
"999" es una canción grabada por la cantante estadounidense Selena Gomez y el cantante colombiano Camilo. Fue lanzado a través de Interscope Records el 27 de agosto de 2021. La canción fue escrita por Gomez, Camilo y Edgar Barrera y está producida por Camilo y Barrera.

## Lanzamiento
La canción fue objeto de burlas por primera vez en Twitter con Gómez provocando la canción tuiteando "1000 yo sé que piensas en mí y el corazón se te mueve...si tú quieres ir a 1000...". Cita de Camilo tuiteó su tweet diciendo "999... ¡yo estoy en 999!", confirmando aún más la colaboración. Poco después tuitearon nuevamente un enlace pre-save. La canción fue lanzada el 27 de agosto de 2021.

## Composición
La canción se describe como una canción pop rítmica y de ensueño con una balada en su arreglo. Donde compuso en clave de Do# mayor, con un tempo rápido de 150 latidos por minuto y una duración de tres minutos y 44 segundos. Líricamente, se trata de "sobre la belleza del amor verdadero".

## Vídeo musical
El vídeo musical oficial de "999" se lanzó el mismo día que la canción, el 27 de agosto de 2021. Fue dirigido por Sophie Muller.

## Premios y nominaciones
| Año  | Premio           | Categoría                                | Resultado | Ref.        |  |
| ---- | ---------------- | ---------------------------------------- | --------- | ----------- |  |
| 2021 | Premios Quiero   | Mejor encuentro extraordinario           | Nominados | [ 5 ]       |  |
| 2021 | Lo Más Escuchado | Mejor colaboración musical internacional | nominado  | [ 6 ] [ 7 ] |  |

## Créditos y personal
Créditos adoptados de Tidal.
- Selena Gomez - voz, letrista, compositor
- Camilo — voz, letrista, compositor, productor
- Edgar Barrera — vocalista, letrista, compositor, productor
- A.C. — productor, guitarra, programador
- Vnsa — ingeniero de mezcla
- Mick Raskin - ingeniero de mezcla
- Kat Dahlia — voces de fondo
- John Hanes — ingeniero, ingeniero de mezclas
- Nicolás Ramírez — ingeniero
- Natalia Ramirez — ingeniera, productora vocal
- Bart Schoudel — ingeniero, productor vocal
- Chris Gehringer — ingeniero de masterización
- Serban Ghenea — mezclador
- Sam Riback — coordinador de producción
- Aleen Keshishian — coordinadora de producción
- John Janick — coordinador de producción
- Nir Seroussi — coordinador de producción
- Zack Morgenroth — coordinador de producción
- Benjamin Tischker — coordinador de producción
- Vanessa Angiuli — coordinadora de producción

## Listas
| Lista (2021)                       | Mejor posición |
| ---------------------------------- | -------------- |
| Argentina (Argentina Hot 100)      | 88             |
| Global 200 (Billboard)             | 196            |
| Mexico Espanol Airplay (Billboard) | 29             |
| Estados Unidos (Hot Latin Songs)   | 25             |
| Estados Unidos (Latin Airplay)     | 34             |
| Estados Unidos (Latin Pop Airplay) | 7              |

### Listas de fin de año
| Lista (2021)                            | Posición |
| --------------------------------------- | -------- |
| Puerto Rico (Monitor Latino)            | 88       |
| Lista (2022)                            | Posición |
| Dominican Republic Pop (Monitor Latino) | 77       |
| Puerto Rico Pop (Monitor Latino)        | 88       |
| US Latin Pop Airplay Songs (Billboard)  | 44       |

## Historial de lanzamiento
|       | Fecha                    | Formato                | Discográfica | Ref.             |
| ----- | ------------------------ | ---------------------- | ------------ | ---------------- |
| Mundo | 27 de agosto de 2021     | Descarga digital       | Interscope   | [cita requerida] |
| Rusia | 24 de septiembre de 2021 | Contemporary hit radio | Interscope   | [ 19 ]           |